# Letališče Kokkola-Pietarsaari
Letališče Kokkola-Pietarsaari (nekdaj ~ Kruunupyy) je letališče na Finskem, ki primarno oskrbuje Kruunupyy.